# Sheean (U-Boot)
Die HMAS Sheean (SSG 77) ist das fünfte gebaute Jagd-U-Boot der australischen Collins-Klasse.
Das Schiff trägt den Namen des australischen Matrosen Edward Sheean. Der einfache Seemann fiel 1942 während der Schlacht um Timor. Er wurde postum mit dem Victoria-Kreuz ausgezeichnet.
Das U-Boot wurde 1994 in Osborne bei Adelaide auf Kiel gelegt. Am Stapellauf 1999 nahm Sheeans Schwester Ivy Hayes teil. Das Kriegsschiff wurde 2001 in Dienst gestellt.